# Akwesasne Notes
„Akwesasne Notes” – czasopismo północnoamerykańskich Indian z plemienia Mohawków, powstające w latach 1969–1992 w położonym po obu stronach granicy amerykańsko-kanadyjskiej rezerwacie St. Regis (Akwesasne) (stan Nowy Jork).

## Historia
Ukazujące się ze zmienną częstotliwością (zwykle jako kwartalnik) „Akwesasne Notes” (ISSN:5 M105650) było jednym z pierwszych anglojęzycznych panindiańskich pism wydawanych przez współczesnych Indian z Ameryki Północnej dla ludów tubylczych i naturalnych (jak głosił jego podtytuł). Mimo skromnego zaplecza finansowego i organizacyjnego, czasopismo – przygotowywane po części przez wolontariuszy przyjeżdżających do Akwesasne – w latach 70. XX w. było najbardziej znanym głosem młodego i często radykalnego pokolenia tubylczych Amerykanów. W szczytowym okresie swojej popularności (na przełomie lat 70. i 80.) było wydawane – formalnie przez Radę Wodzów Narodu Mohawków – w nakładzie do 100 tys. egzemplarzy i znane na całym kontynencie amerykańskim, a także poza nim (w Polsce czytywali je i tłumaczyli m.in. uczestnicy PRPI). Pismo prenumerowali nie tylko zaangażowani w walkę o swoje prawa i obronę własnych kultur amerykańscy tubylcy, ale także indiańskie i nieindiańskie organizacje i instytucje kulturalne, edukacyjne i społeczno-polityczne, grupy poparcia Indian i ich miłośnicy w wielu krajach. Uboższej części czytelników – a także indiańskim więźniom – zaangażowana społecznie redakcja nierzadko wysyłała pismo bezpłatnie.
Linia programowa pisma łączyła tradycyjną mądrość i wiedzę tubylczych ludów obu Ameryk, poglądy współczesnych filozofów i działaczy indiańskich (jak Vine Deloria Jr., John Mohawk, czy Winona LaDuke), nurty ekologiczne (z głęboką ekologią włącznie), poglądy lewicowe (nierzadko antykapitalistyczne i antykorporacyjne), egalitarne i antyrasistowskie z przekonaniem, że istnienie, różnorodność i obrona praw tubylczych kultur to wartości, które należy aktywnie wspierać i szeroko upowszechniać.
Łamiąc nierzadko blokadę informacyjną i utarte schematy powierzchownych doniesień europocentrycznych i proamerykańskich mediów, czasopismo obszernie relacjonowało wydarzenia związane z bieżącą walką Indian obu Ameryk (a także innych ludów tubylczych) z dyskryminacją rasową, etniczną, kulturową i religijną, prześladowaniami mniejszości (w tym kobiet i dzieci), łamaniem historycznych traktatów i praw człowieka. Pisało obszernie m.in. o indiańskiej okupacji Alcatraz i Wouned Knee, protestach Indian Kri nad Zatoką Jamesa w Kanadzie, cierpieniach indiańskich chłopów podczas wojen domowych w Gwatemali i Nikaragui oraz o ludobójstwie amazońskich Indian Aché z Paragwaju i tubylczych mieszkańców Timoru Wschodniego. Prowadziło też dystrybucję alternatywnych publikacji, etnicznych nagrań muzycznych, tubylczych materiałów propagandowych (plakaty, nalepki itp.) oraz wyrobów tradycyjnego irokeskiego rękodzieła.
„Akwesasne Notes” ukazywało się do 1992 roku (wydano łącznie 135 numerów w 23. rocznikach), gdy zmiana nastrojów społecznych w USA, przemiany we współczesnych ruchach i organizacjach indiańskich (jak NCAI, AIM i W.A.R.N.), powstawanie nowych profesjonalnych tubylczych czasopism (a później także rozgłośni radiowych i serwisów internetowych) oraz lokalne napięcia w samym przygranicznym Akwesasne doprowadziły najpierw do spadku znaczenia i nakładu, a następnie – do zamknięcia pisma. Osoby związane z jego redakcją przygotowywały też później dwa roczniki nowej serii „Akwesasne Notes. A Journal of Native and Natural Peoples” (w latach 1995–1997, ISSN 0002-3949) oraz inne pisma społeczno-kulturalne Mohawków (np. „Native Americas”, ISSN 1092-3527), ale wobec zwiększonej konkurencji rynkowej ze strony nowych mediów tubylczych i nie-tubylczych nie udało im się powtórzyć sukcesu pierwowzoru.